# Agility Logistics
Agility Logistics ist ein kuwaitisches Logistikunternehmen aus Sulaibiya. Das Unternehmen wurde 1979 als Staatsunternehmen gegründet und 1997 privatisiert. Heute wird es an den Börsen von Kuwait und Dubai notiert. Agility bietet in 100 Ländern weltweit seine Transportdienstleistungen an und besorgt als Spediteur für seine Kunden Land-, See- und Luftfrachtversendungen. Agility besitzt und betreibt Lagerhäuser und Industrieparks im Nahen Osten, Indien und in Afrika.
Im August 2021 schloss das dänische Unternehmen DSV A/S die Übernahme des Global Integrated Logistics-Geschäfts von Agility für rund 4,2 Milliarden US-Dollar ab. Das Infrastrukturgeschäft verbleibt bei Agility. Agility wurde im Zuge der Übernahme zum zweitgrößten Aktionär von DSV.